# Rádio Globo Campinas
Rádio Globo Campinas foi uma emissora de rádio brasileira sediada em Campinas, município do estado de São Paulo. Operava no dial AM, na frequência 1390 kHz e era afiliada à Rádio Globo, sendo pertencente ao Grupo Pedroso de Comunicação.

## História
A frequência está no ar desde 1953, quando operava a Rádio Cultura. A emissora permaneceu no ar até 1991, quando virou afiliada da CBN. Em 1999, a CBN Campinas passou a transmitir em simultâneo com a frequência 99.1 MHz, no lugar da Cultura FM. A retransmissão durou até o ano 2000, quando um acordo é feito com a Rádio América de São Paulo visando a transmissão do Momento de Fé, apresentado pelo Padre Marcelo Rossi, um dos grandes sucessos da emissora. No entanto, a mudança do padre para a Rádio Globo em 2002 afeta a parceria, uma vez que a mesma tornou-se insustentável. Por isso, a emissora opta por encerrar o acordo e transmitir a programação da Globo, passando a se chamar Rádio Globo Campinas.
No fim de maio de 2018, é anunciado que a emissora seria encerrada e que o Sistema Globo de Rádio estava a procura de uma nova parceira na região. A afiliação foi encerrada em 31 de maio de 2018. No dia seguinte, voltou a repetir o sinal da CBN Campinas.

## Equipe

### Equipe esportiva
Narradores
- Carlos Cabela
- Ederaldo Poy
- Marco Guarizzo

Comentaristas
- João Carlos de Freitas
- Carlos Eduardo Freitas

Repórteres
- Rafael Pio
- Gabriel Castro

Plantonista
- Valdenê Amorim
- Roberto Diogo
- Caio de Almeida

Coordenação de Esportes
- João Carlos de Freitas